# Shift Technology
Fondée en 2014, Shift Technology est une start-up française qui développe une plateforme d'Intelligence Artificielle (IA) permettant aux assureurs IARD et Santé de détecter les déclarations de sinistre frauduleuses. En 2019, elle a intégré le Next40 – un programme d’accompagnement dédié aux start-up françaises soutenues par le gouvernement. En 2021, la startup a levé 220 millions USD lui faisant alors franchir la barre de 1 milliard USD de valorisation, devenant ainsi la 13e licorne française. Récemment, Shift a reçu une contribution d'investissement du fournisseur de solutions de gestion de sinistres Guidewire Software afin d'étendre son tour de table de série D.

## Produits
Shift Claims Fraud Detection est la solution phare que commercialise Shift. Ce produit utilise une solution d'IA "white box" pour détecter les déclarations de sinistre frauduleuses. En 2022, Shift a formé un partenariat avec Sapiens International Corporation pour fournir des alertes de fraude par le biais du système d'administration des polices de Sapiens.

Shift développe également des produits pour le secteur de l’assurance santé et a récemment nommé l'ancien administrateur des Centers for Medicare & Medicaid Services (CMS), Seema Verma, au sein de son Comité Consultatif Santé.